# کندریک ۲۵۷۰۴
سیارک ۲۵۷۰۴ (به انگلیسی: 25704 Kendrick، نامگذاری:2000AO128)۲۵۷۰۴مین سیارک کشف شده‌است که در ۰۵ ژانویه ۲۰۰۰ کشف شد.